# Neurolyga acuminata
Neurolyga acuminata är en tvåvingeart som beskrevs av Jaschhof 2009. Neurolyga acuminata ingår i släktet Neurolyga, och familjen gallmyggor. Arten är reproducerande i Sverige.